# Agostino Mitelli
Agostino Mitelli (ur. 16 marca 1609 w Badolo-Battedizzo, zm. 2 sierpnia 1660 w Madrycie) – włoski malarz barokowy, specjalizował się w malowaniu iluzorycznych perspektyw architektonicznych, zwanych kwadraturami.
Urodził się w 1609 w Battedizzo w pobliżu Bolonii, gdzie uczył się malarstwa pod kierunkiem Gabriella Ferrantiniego (degli Occhiali) i Girolama Curtiego. W pracowni Curtiego poznał Angela Michelego Colonnę, z którym ściśle współpracował przez następne 30 lat. Przykłady ich kwadratur można znaleźć w Rzymie (Palazzo Spada, 1635) i Florencji (Palazzo Pitti 1637–1641). Mitelli i Colonna wyjechali do Madrytu w 1658 zaproszeni przez Velázqueza, nadwornego malarza Filipa IV, do współpracy przy dekoracji królewskiego Alkazaru i Pałacu Buen Retiro. Mitelli zmarł w 1660 Madrycie, pracując nad freskami w klasztorze La Merced, które Colonna dokończył sam po jego śmierci.
Jego syn Giuseppe Maria Mitelli (1634–1718) był również malarzem i grafikiem.